# 斯洛昆將軍號
斯洛昆將軍號（英語：PS General Slocum）是一艘建於1891年，於美國紐約市布魯克林運行的外輪船蒸汽客輪。在其服役期間，這艘船經歷了多次事故，包括多次擱淺和碰撞。
1904年6月15日，斯洛昆將軍號在紐約市東河發生火災並最終沉沒。當時船上載有來自曼哈頓小德國的聖馬可福音路德教會成員，他們當時正要前往教會預定的野餐地點活動。據估計，船上共有1,342人，其中1,021人不幸罹難。這起災難是20世紀初最嚴重的海上災難之一，直到1912年鐵達尼號沉沒事故才被超越。這也是紐約市史上最嚴重的海難，以及美國水域第二嚴重的災難，僅次於蒸氣船蘇丹娜號的沉沒事件。事後，船長被判處10年有期徒刑，但其他船員和航運公司未受到懲罰。
在2001年9月11日的九一一襲擊事件之前，這起災難仍然是紐約最致命的人為災難之一。許多書籍、戲劇和電影也對此事件進行了探討。

## 建造與設計

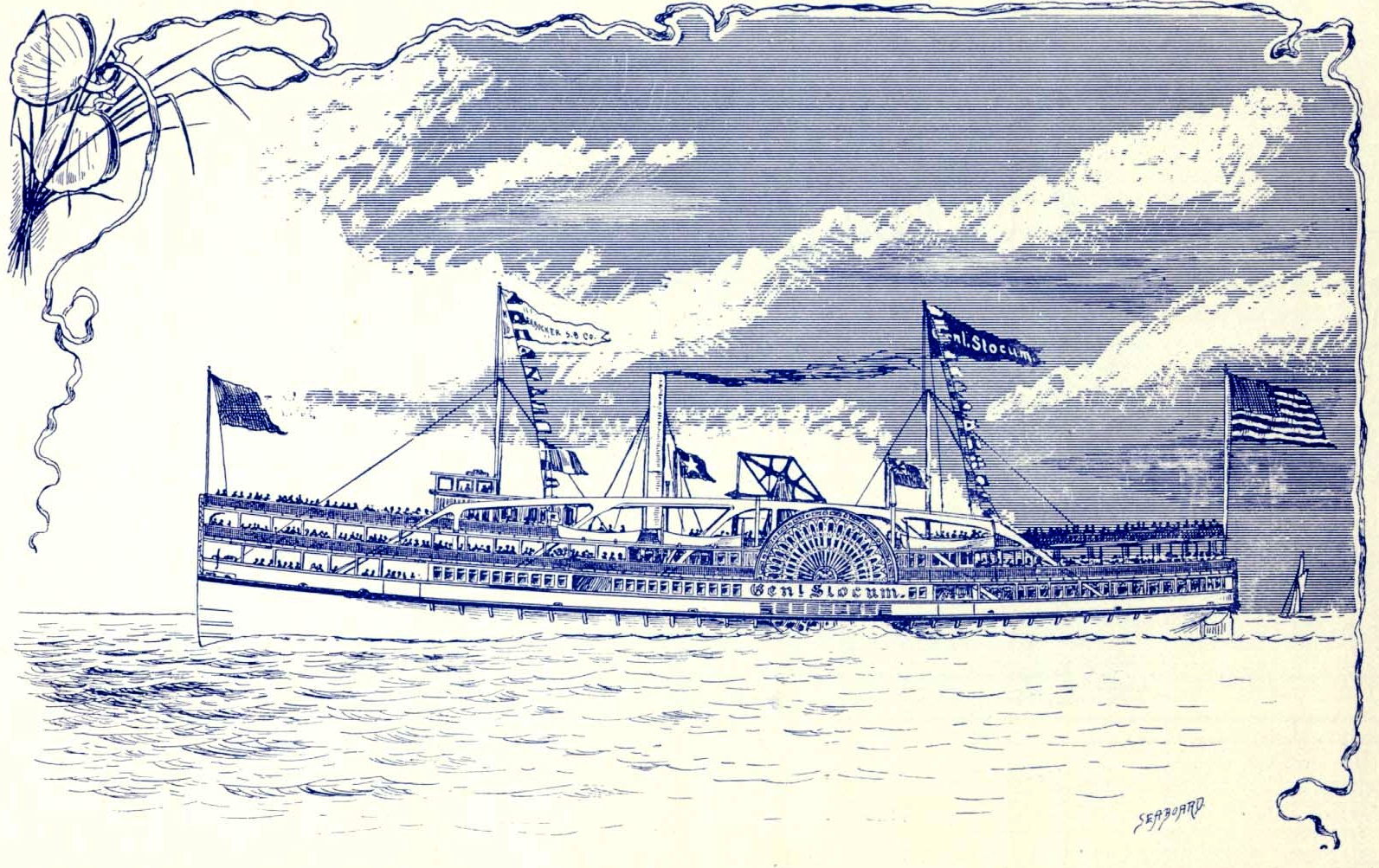
塞繆爾·沃德·斯坦頓所繪製的斯洛昆將軍號。

斯洛昆將軍號是一艘客運蒸汽外輪船，建造商為位於布魯克林的小迪文·伯提斯（Divine Burtis Jr.）。該船的建造合約於1891年2月15日簽訂。船隻的上層結構由約翰·E·霍夫米爾父子公司（John E. Hoffmire & Son）建造。其龍骨全長235英尺（72），船體寬37.5英尺（11.4），主要材料為白橡木和黃松木。船的總噸位為1,284噸、船體深度為12.3英尺（3.7）。:85
斯洛昆將軍號設計有三層甲板（主甲板、散步甲板和最上層甲板）、三個水密艙室以及250盞電燈。空載時吃水深度為7.5英尺（2.3），總長250英尺（76）:3–4。:85
斯洛昆將軍號擁有一台新澤西州霍博肯W. & A.弗萊徹公司建造的氣缸、表面冷凝垂直梁蒸汽机提供動力:3，該機器的缸徑為53英寸（1.3），行程為12英尺（3.7）。推動船隻的蒸汽由兩個鍋爐提供，工作壓力為52磅力每平方英寸（2.5千帕斯卡）。每個船輪由26片槳葉組成，直徑31英尺（9.4）。該船的最高速度約為16節（30每小時）16節（30公里/小時）。船上通常配備22名船員，包括船長威廉·H·範·沙克（William H. Van Schaick）和兩名領航員。其合法載客量為2,500人:5:88。
船艙、儲藏室和機械空間位於主甲板以下。船員宿舍是從船頭數來的第二個艙室，通往主甲板有艙口和梯子。船員宿舍後面是「前艙」，也配有通往主甲板的樓梯；最初打算用作艙室，但後來用作儲藏室和燈房。前艙還設有船的轉舵機和發電機。:4前艙大約30乘28英尺（9.1乘8.5）（長×寬），用於一般儲藏以及儲存和補給船燈油。油桶多次在燈房的甲板上撒漏，該房間經常有船員進出，他們習慣在房間內使用明火:7–8。前艙後面是引擎和鍋爐的機械空間。主甲板以下的船尾艙室（機械艙後方）用作後沙龍。:4主甲板的前部在通往前艙的樓梯前方封閉。散步甲板位於主甲板上方，除了一小部分在中部之外，其餘部分都是開放的。最上層甲板位於散步甲板上方，救生艇和救生筏都存放在這裡。駕駛室位於最上層甲板上方，後面緊接著有一個小艙:4–5:85。

## 服役歷史
斯洛昆將軍號的名稱以南北戰爭將軍兼紐約州美国众议院議員亨利·華納·斯洛昆命名，隸屬於尼克博克輪船公司（Knickerbocker Steamboat Company）:3，在紐約市地區作為觀光蒸汽船運營了13年。然而自1891年下水以來，斯洛昆將軍號經歷了一系列事故。首先是1891年下水後的四個月，船隻在羅卡韋灣附近擱淺，需要拖船將其拉出。
1894年內，斯洛庫姆將軍號發生多起事故。首次重大事故發生在1894年7月29日。當時載有約4,700名乘客的船隻從羅卡韋灣返航，並在深夜時撞上了一個沙洲。衝擊力導致幾根支柱斷裂，令船上的電氣設備損壞，隨之引發恐慌。這場混亂持續了半小時，直到船員恢復秩序。事後統計，共有數百人在混亂中受傷。8月，斯洛庫姆將軍號在康尼島附近的風暴中擱淺於沙洲。風暴平息後，乘客被轉移到另一艘船上。9月，斯洛庫姆將軍號在東河與拖船R.T. 塞爾號（R.T. Sayre）相撞，導致其轉向裝置嚴重受損，這次事故造成了價值1,000美元的損失。:86
1898年7月，斯洛庫姆將軍號在砲台公園附近與蒸汽貨船阿米莉亞號相撞，兩艘船卡在一起，被拖船分開:87。1900年6月，載有400名乘客的斯洛庫姆將軍號從羅卡韋灣返回時。為了避免與一艘小帆船相撞，她再次撞上沙洲擱淺，乘客們在船上露宿了一夜。
在1904年的災難發生之前，斯洛庫姆將軍號最嚴重的事件發生在1901年8月17日。當時船上共有900人，主要是被描述為新澤西州帕特森「无政府主义者」的男性。當他們在澤西市登船時，大多數人都喝醉了。斯洛庫姆將軍號的船主簽訂了將這些人送到羅卡韋的合同，但當船駛過狹窄水道時，遇到了大浪。有些乘客命令船長掉頭，船長拒絕，暴徒於是組織起來，試圖強迫他服從他們的意願。暴徒首先在船上的婦女中引發恐慌，然後向駕駛室進軍，試圖對船長動手。甲板工人和機艙的備用人員迅速被召集起來，與船長一起對抗暴徒，展開激烈的戰鬥。最終，暴徒和其他乘客被驅趕進艙室，艙門被鎖上。一小時後，斯洛庫姆號停靠在砲台公園的警察碼頭，紐約警方隨即拘留了17名男子。大多數人後來被送進了監獄。:87
尼克博克汽船公司的官員經常因船隻超載乘客而受到當局的調查。幾乎每年都有人監視斯洛昆將軍號，並對其提出指控。1895年，該公司因違規被罰款1,670美元。:88

## 1904年災難
1904年6月15日（星期三），曼哈頓小德國的聖馬可福音路德教會以350美元租用斯洛昆將軍號以進行該教會的年度活動。這次活動已是連續第17年舉行。乘客主要是從小德國搬到上東區和上西區的德國移民。當天大約有1,400名乘客登上斯洛昆將軍號，絕多數是婦女和兒童。他們計劃沿著東河航行，經過長島灣，前往位於長島伊頓斯內克 (紐約州)的槐樹林（Locust Grove）野餐。災難發生後，官方報告稱船上共有1,358名乘客和30名官員及船員，其中不到150人是21歲以上的成年男性。這次火災造成了957人罹難，180人受傷，從火災開始到最上層甲板倒塌的時間不到20分鐘。

### 大火經過

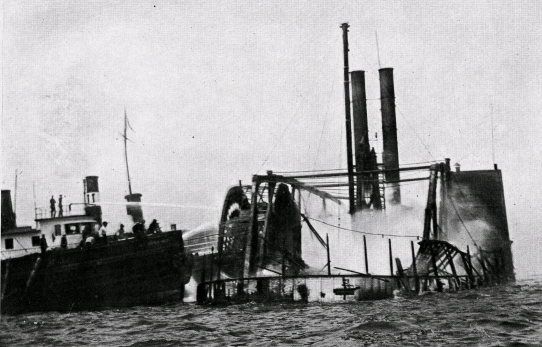
消防隊在船上對斯洛昆將軍號進行滅火。

上午9時30分，斯洛昆將軍號從東河第三街的遊樂碼頭起航，駛向黑威爾島（今羅斯福島）西側，然後向東航行，保持在沃茲島南側:6。船隻經過東90街時，前艙或燈房發生火災，起火點位於主甲板下船首的第三個隔艙:97–98 :7。這起火災可能是由被丟棄的香煙或火柴引起。隨著火勢迅速蔓延，船上的稻草、油布和燈油助長了火勢:98–102。火災最初在上午10點由乘客發現；當時目擊者稱火焰出現在多個地點，包括一個裝滿易燃液體的油漆櫃和一個裝滿汽油的艙室。在船集駛到地獄門的河口處時，多名在主甲板上的乘客已發現火災:12，但船長范沙克在火災發生後10分鐘才接獲通知。事發前，一名12歲的男孩曾試圖提前警告他，但範沙克並不理睬。當被告知船上發生火災後，範沙克下令船隻全速前進；30秒後，他指示舵手將船駛向北兄弟島擱淺。發出最後指令後，範沙克下到最上層甲板上，並在船擱淺後跳入淺水中:10–11。

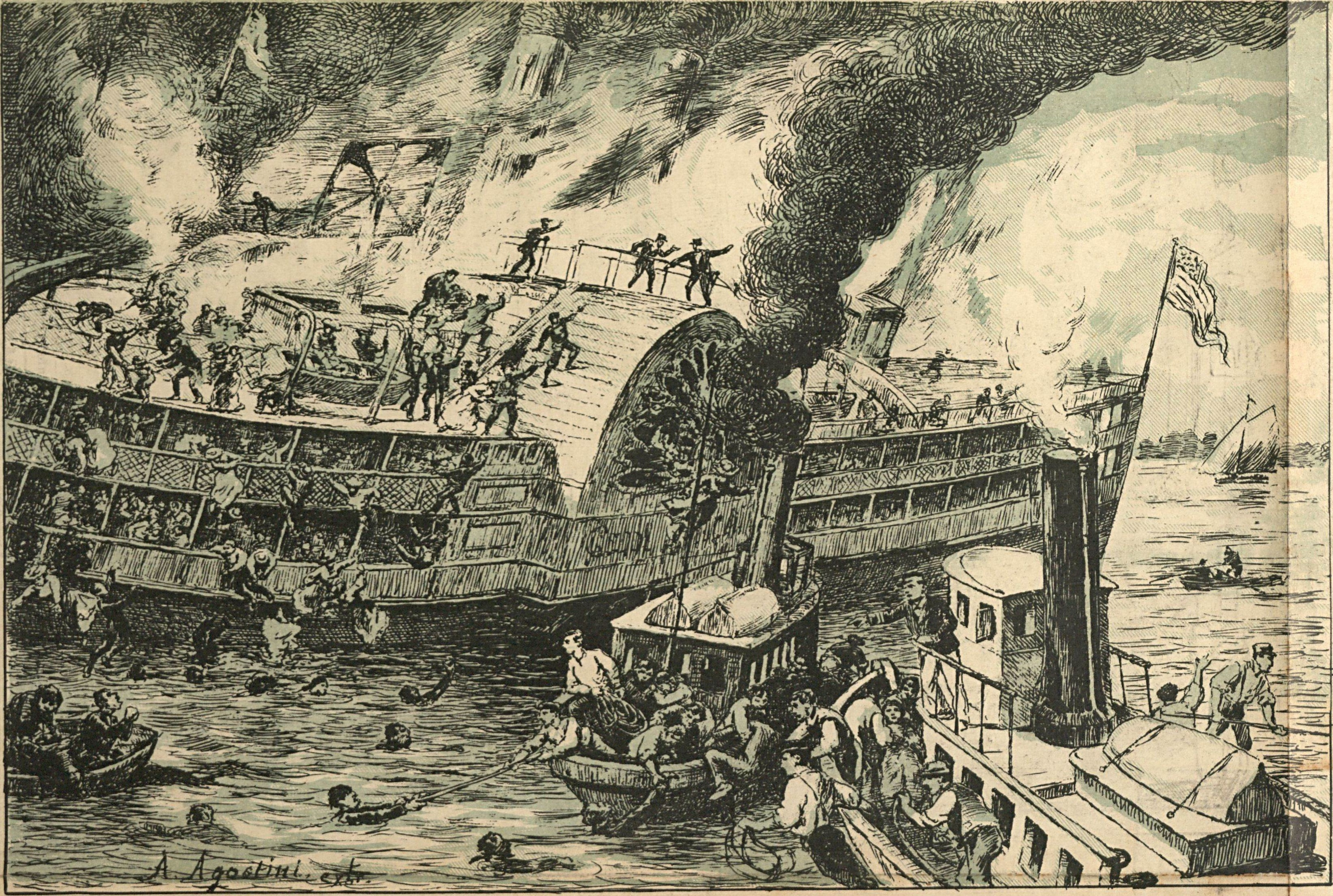
安吉洛·阿戈斯蒂尼所繪製的斯洛昆將軍號災難。

儘管船長對乘客的安全負有最終責任，但實際上輪船公司並未盡力維護或更換船上的安全設備。主甲板配備了一根連接蒸汽泵的立管，但連接到立管前端的消防軟管是一根長達100英尺（30米）的「廉價無襯裡亞麻布」，其材質已經腐爛，存在多處破裂。船員在嘗試滅火時無法連接橡膠軟管，因為亞麻軟管的連接件仍固定在立管上。船上還配備了手動泵和水桶，但在災難期間未使用；未能連接橡膠軟管後，船員選擇放棄滅火:9–10。除船長和輪機長外，其餘35名船員在當年未進行過緊急程序的演習，缺乏相應的訓練。:20，造成逃生造成困難的另一項歸因包括船上的救生艇均被綁住且無法使用，有人稱救生艇的軸承座遭到鐵絲固定並塗上了油漆。:108–113。
倖存者的證詞揭露了斯洛昆將軍號上救生裝備的嚴重缺陷。表示船上的救生圈基本上無用，容易散開。有些母親試圖給孩子穿上救生衣並將他們扔進水中，卻驚恐地看到孩子沉入水中而不是漂浮。由於船上大多數乘客是婦女和兒童，他們大多不會游泳。部分受害者在跳入水中時，因穿著厚重的羊毛衣物而沉入水中。:108–113
在災難後的調查中，船上救生圈的品質成為關鍵問題。調查發現，負責製造救生圈的供應商－非同類軟木工廠（Nonpareil Cork Works），為了滿足當時的最低重量標準（每個救生圈需重達6磅（2.7公斤）的「優質軟木」），在軟木內部放置了8盎司（230公克）的鐵條。這種詐欺行為是由造船商小迪文·伯提斯的兒子揭露的，他們檢查了一批300個救生圈後，:71–72，發現許多救生圈填充了廉價且效果較差的顆粒狀軟木，並通過鐵條增加了重量。這些救生圈實際上是在1891年就已製造完成，並長達13年未受保護地懸掛在甲板上:118–119。此外，救生艇的帆布罩因長期使用而腐爛撕裂，導致軟木粉散落。非同類軟木工廠的管理人員後來被起訴，但最終未被定罪。

### 北兄弟島海灘
|  |

火災發生後10分鐘，船長範沙克才被告知情況。然而他選擇繼續航行，而不是立即將船擱淺或停靠在附近的碼頭。這項決定導致火勢迅速在船上蔓延。調查委員會後來批評範沙克沒有在小地獄門（沉沒草甸島西側）或布朗克斯島（沉沒草甸島東側）擱淺船隻，這樣可以順風而行，防止火焰沿著船身蔓延。範沙克則辯稱，他這樣做是為了避免火勢蔓延到河邊的建築物和油罐。:18
10分鐘後，火焰幾乎吞噬整艘船。自燈房第一次冒出火焰到此時不足20分鐘。一些乘客跳入河中以逃避火災，但厚重的衣物導致許多人當場溺水身亡。估計有100到500人在最上層甲板右舷部分因過載而倒塌身亡:24，部分乘客當場被拋入深水中。此外，還有部分乘客在試圖逃入水中或跳過船舷時被仍在轉動的槳葉擊打致死:18。
船擱淺後，估計有400到600人跳船後溺水身亡:18。當消防船巡邏隊和其他消防船陸續抵達，開始往燃燒的殘骸裡泵入大量的水時。但發現無法撲滅火焰，消防船於是將斯洛昆將軍號推入深水區，強勁的退潮將斯洛昆將軍號緩緩帶到約兩英里外的地方，最後擱淺在布朗克斯亨茨角附近的淺水區之間。一小時後，船隻傾覆，只剩下上部結構、煙囪和駕駛艙的骨架露出水面。:73:25。
這次災難共造成1,021人遇難，包括30名船員中的2人，倖存者共有431人。:24–25。根據1904年海岸防衛隊的報告，這次災難涉及的總人數共為1,388人。:23
| 身份           | 乘客  | 船員 |
| -------------- | ----- | ---- |
| 船上總計人員   | 1,358 | 30   |
| 成年人         | 613   | –    |
| 兒童           | 745   | –    |
|                |       |      |
| 死亡           | 955   | 2    |
| 確認死亡       | 893   | 2    |
| 失蹤或身份不明 | 62    | 0    |
| 受傷           | 175   | 5    |
| 未受傷         | 228   | 23   |

船長範沙克在火災中失去了一隻眼睛，他在離開船隻後與幾名船員被一艘拖船救起，包括範沙克在內的七名船員很快便被趕來的警方逮捕。由於他們都因燒傷或驚嚇而不同程度受傷，最後被作為囚犯送往黎巴嫩醫院治療。:58
許多乘客、目擊者和緊急救援人員在災難中表現出英勇行為。趕來援助受困乘客的船隻包括紐約中央鐵路公司的幾艘拖船、健康部門的拖船弗蘭克林·愛迪生號，以及慈善部門的馬薩索特號船隻。這些船隻和幾艘由志願者駕駛的划艇盡可能接近燃燒的蒸汽船，當場救援了200到350人:24–25。大多數人是在從斯洛昆將軍號邊上跳入水中後被救起的。:49北兄弟島上的醫院員工和病人參與了救援工作，醫生、護士和助手通過從石碼頭上放下梯子到水中，形成了一條人鏈，從水中拉出受害者。:51
衛生專員召集了所有能前往島上的衛生部門醫生，並讓他們在那裡協助傷員。超過三百名警察在檢察官的指揮下被派往島上工作。驗屍官很快開始檢查從水中撈出的屍體。受傷者被則透過運輸船送往醫院。:55
在打撈死者的任務中，僅一小時內就從水中打撈出150名受害者，其中大多數被安置在海灘上。有些被抬到岸邊的小教堂附近的長草中，多數受害者因受火災波及而呈現而不同程度地的燒傷或燙傷。:70

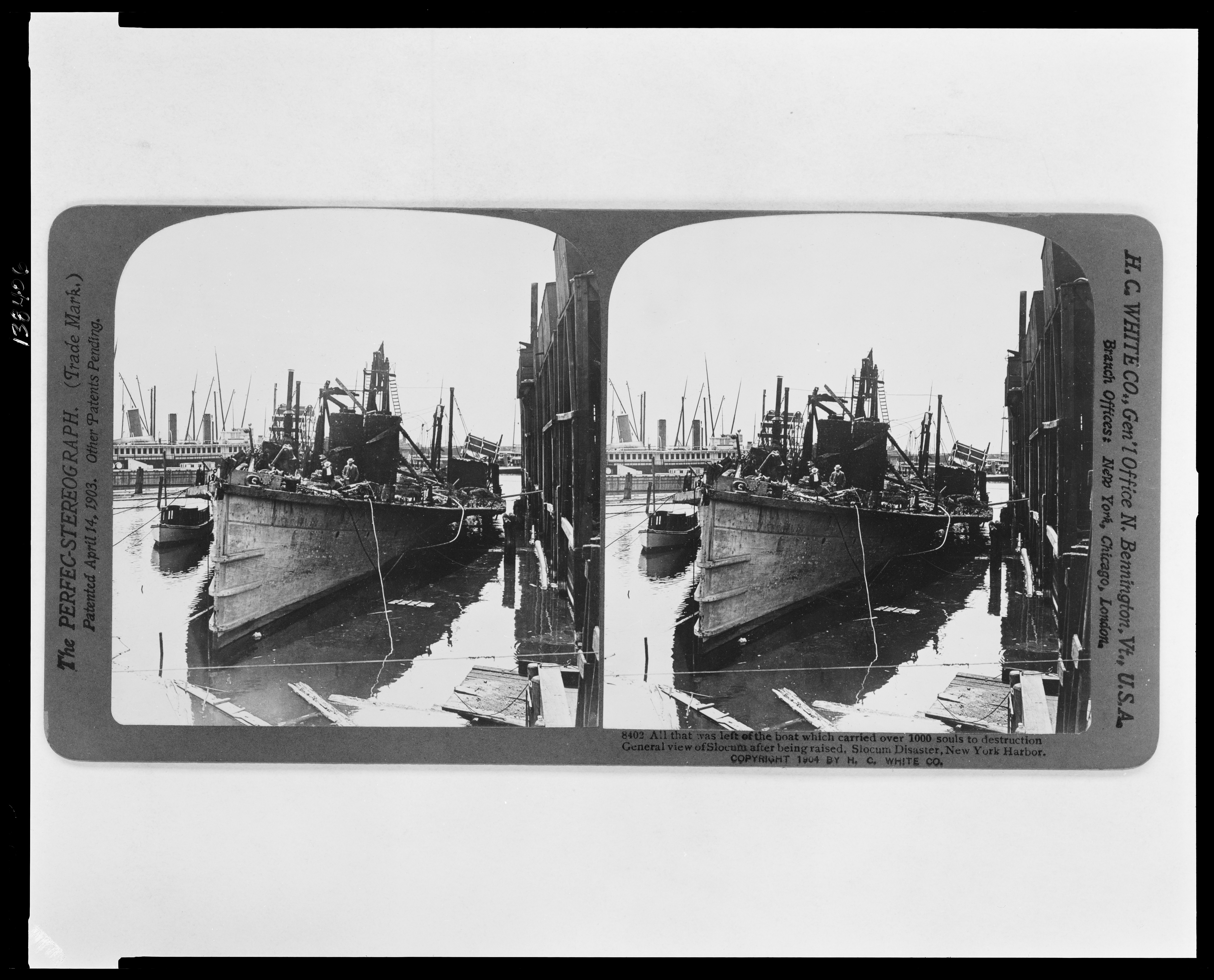
斯洛昆將軍號的殘骸
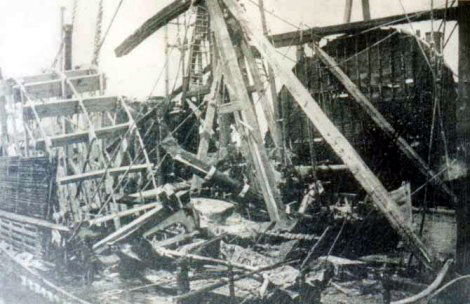
斯洛昆將軍號的殘骸
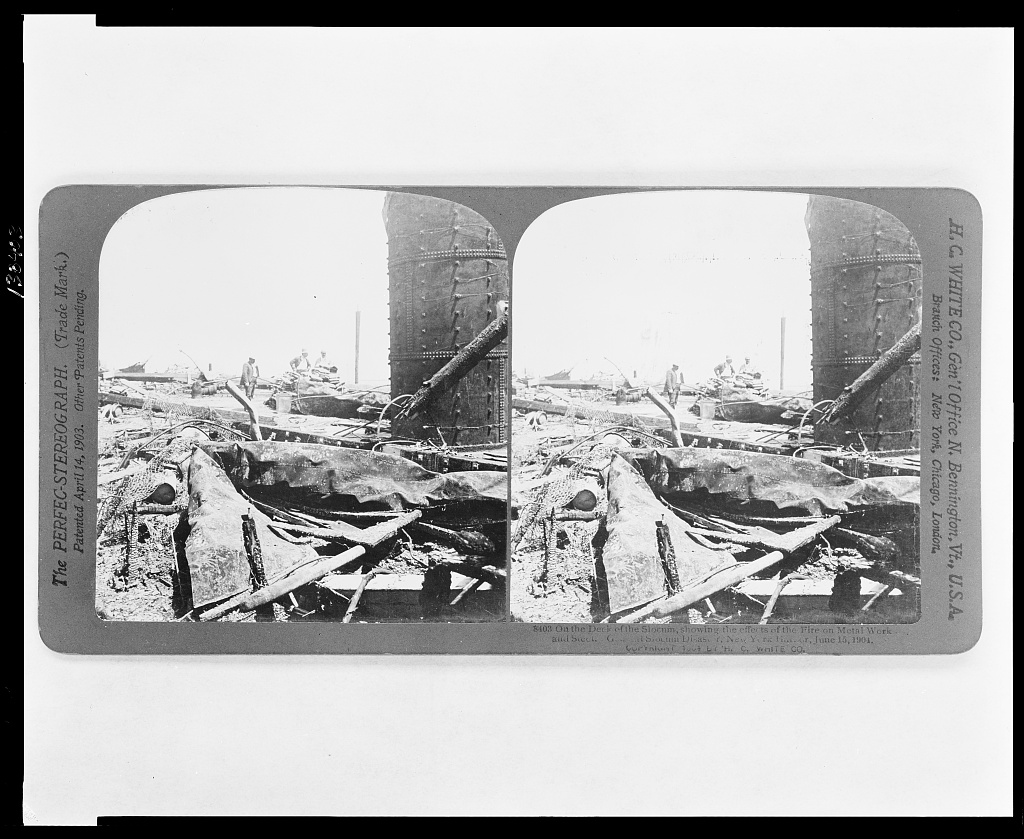
斯洛昆將軍號的甲板，顯示此次火災對金屬製品和船體的影響
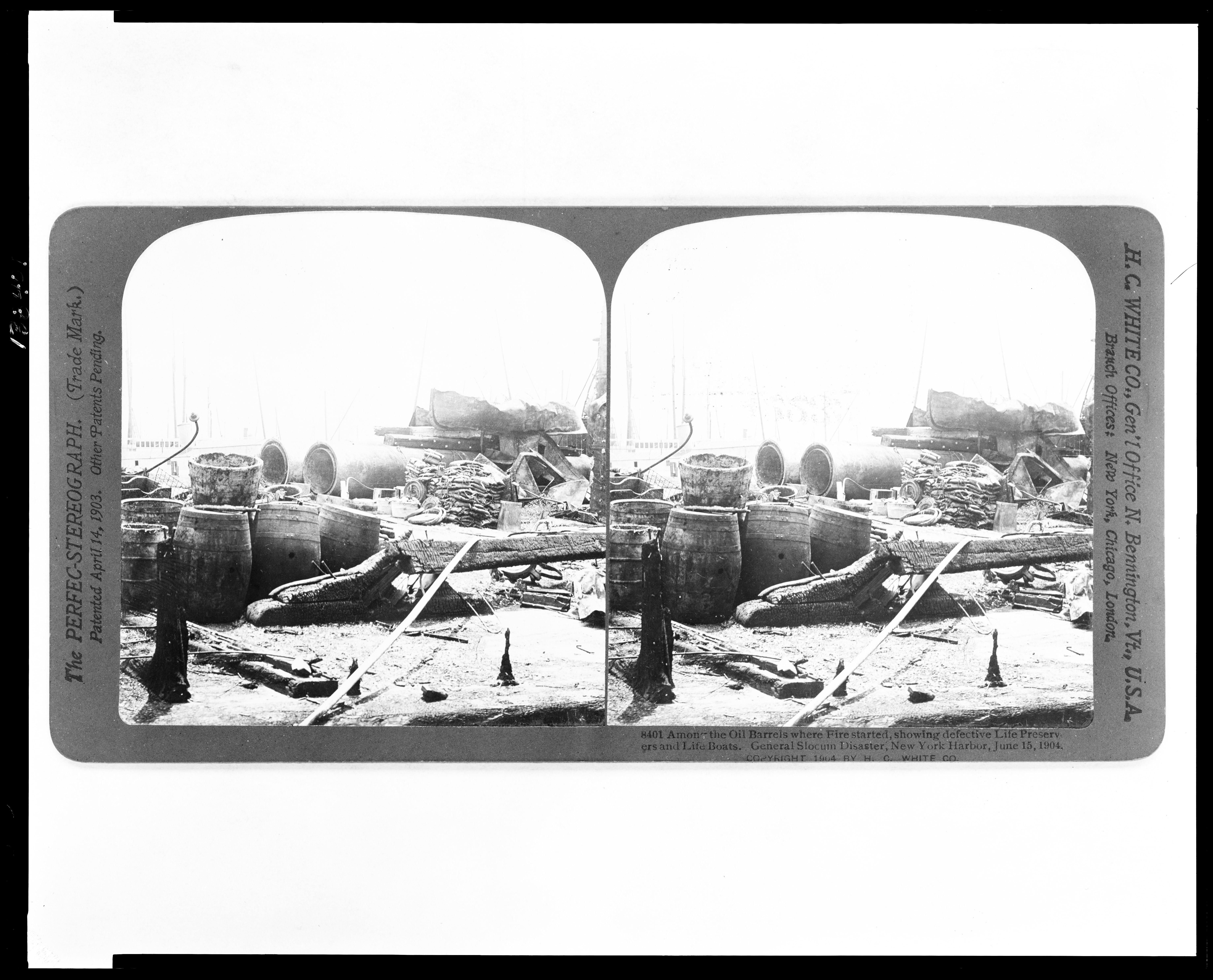
品質存有缺陷的救生圈和救生艇

## 後果

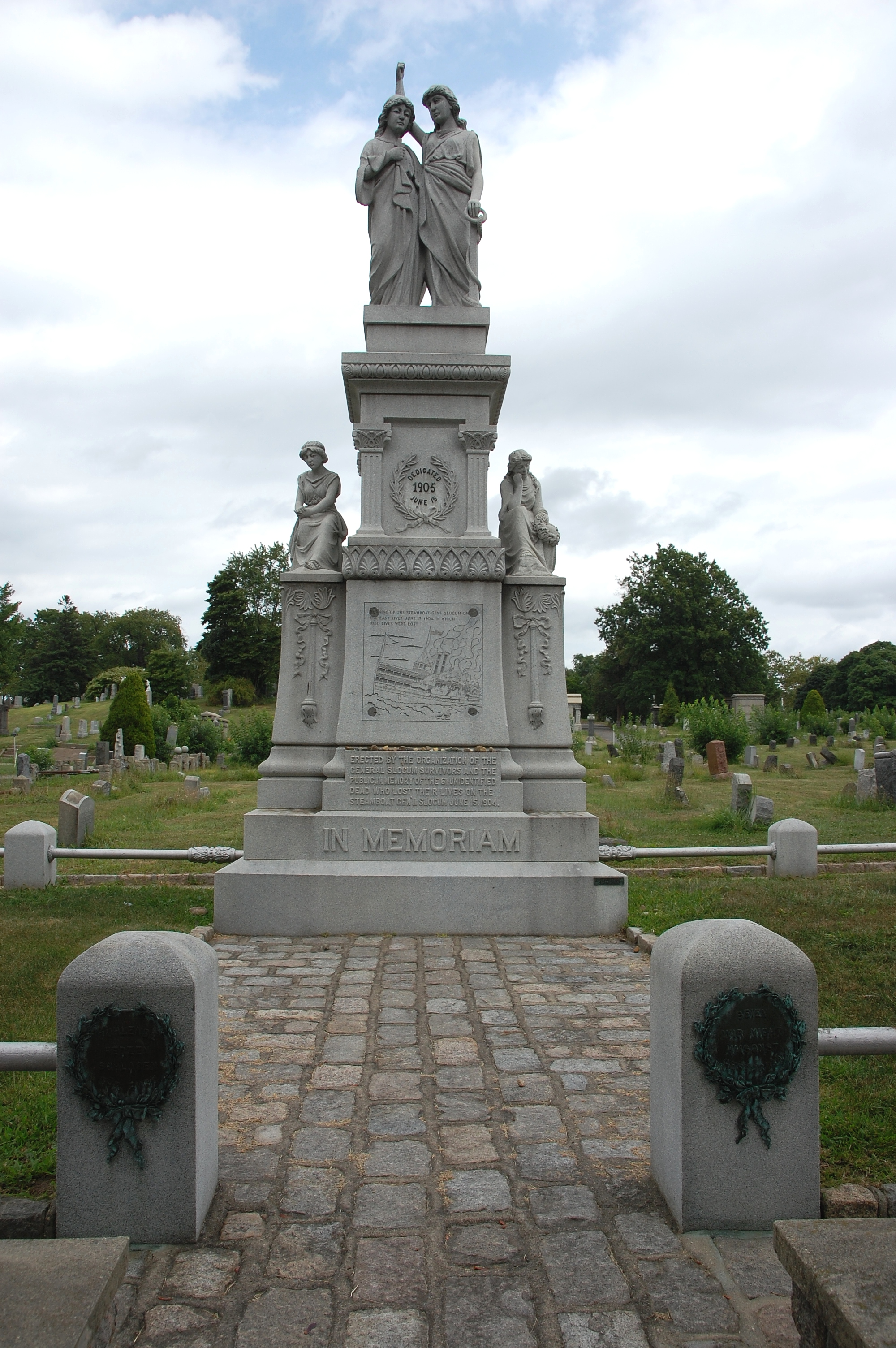
位於皇后區米德爾村路德教會所有信仰公墓的斯洛昆將軍號紀念碑，被視為許多災難受害者的墳墓。

災難發生後，時任美國總統西奥多·罗斯福任命了一個調查委員會，該委員會確定了一些導致「斯洛昆將軍號災難」事件的原因。其中包括汽船檢查服務處內部存在的問題。在災難發生前五週，檢查員對斯洛昆將軍號進行檢查時，認證了已經使用了13年的救生衣為「最新且品質良好」。除了沒有檢查消防泵和水管，也沒有發現所有六艘救生艇都被一層厚厚的油漆黏在船上。
共有八人被聯邦大陪審團起訴，包括船長、兩名檢查員以及尼克博克輪船公司的高級主管。審訊於1904年6月20日開始，儘管船員普遍認為範沙克船長被當作替罪羔羊，但他是唯一被定罪的人。範沙克因刑事過失罪，未能進行適當的消防演習和配備滅火器，於1906年1月10日由法官愛德華·B·托馬斯（Edward B. Thomas）判刑10年。1908年2月12日，範沙克船長的上訴被駁回。並前往新新惩教所服刑，他的妻子格蕾絲·瑪麗·範沙克（Grace Mary Van Schaick）為他的獲釋做出了努力，並在一份赦免請願書上獲得了超過20萬個簽名。4年後獲得假釋。西奧多·羅斯福總統兩次拒絕赦免他，但他於1911年12月獲得威廉·霍华德·塔夫脱總統的赦免。在離開新新懲教所後，範沙克居住在紐約州富爾頓縣的一個農場直到1927年去世，並安葬在紐約州特洛伊的橡木林公墓。
尼克博克輪船公司僅支付了較小的罰款，儘管有證據表明他們可能偽造了檢查記錄。這次災難促使聯邦和州政府制定法規，以改善客船的緊急設備。
災難發生前，小德國社區因居民遷往上城而逐漸衰退。災難後，許多路德宗德國人遷往上城，社區逐漸被猶太居民取代。包船的教會在1940年被改建為猶太教堂。受害者被埋葬在紐約各個墓地，其中58人被埋在布魯克林的長青公墓，46人被埋在綠蔭公墓。許多受害者被埋在皇后區中村的所有信仰公墓，每年都會舉行紀念儀式。
1906年，德國女士同情會在曼哈頓的汤普金斯广场公园豎立了一座大理石紀念噴泉，上面刻著：「他們是地球上最純潔的孩子，年輕而美麗。」
由於斯洛昆將軍號在水線以下受到的損壞很小，船隻殘骸被打撈上來後，出售給新澤西州珀斯安博伊的JH格雷戈里（JH Gregory），被改建成一艘625容積總噸的驳船瑪麗蘭號（Maryland）。1905年6月15日，瑪麗蘭號被出售給費城的一家公司，1909年，瑪麗蘭號在新澤西州南河沉沒；1911年12月4日，它在斯特拉斯米爾和海島市東南海岸附近的大西洋再次沉沒，當時船上裝載了一船煤。事發時，船上的四人倖存下來。
在這場災難的受害者中，有一位名叫艾米麗·齊格勒（Emily Ziegler）的女子，她是酒館老闆約翰·弗拉曼·施蘭克的女友，後者在精神崩潰後曾企圖暗殺西奧多·羅斯福。
1994年，在研究了有關斯洛昆將軍號沉沒的報告之後，國家水下與海洋組織的創始人和主席克莱夫·卡斯勒決定在美國工程兵團報告中指出的高概率區域進行搜索，他們將沉船位置描述為離岸一英里的科森灣旁。然而，使用側掃聲納和質子磁力計進行的搜索未發現任何有關斯洛昆將軍號沉船殘骸的跡象。

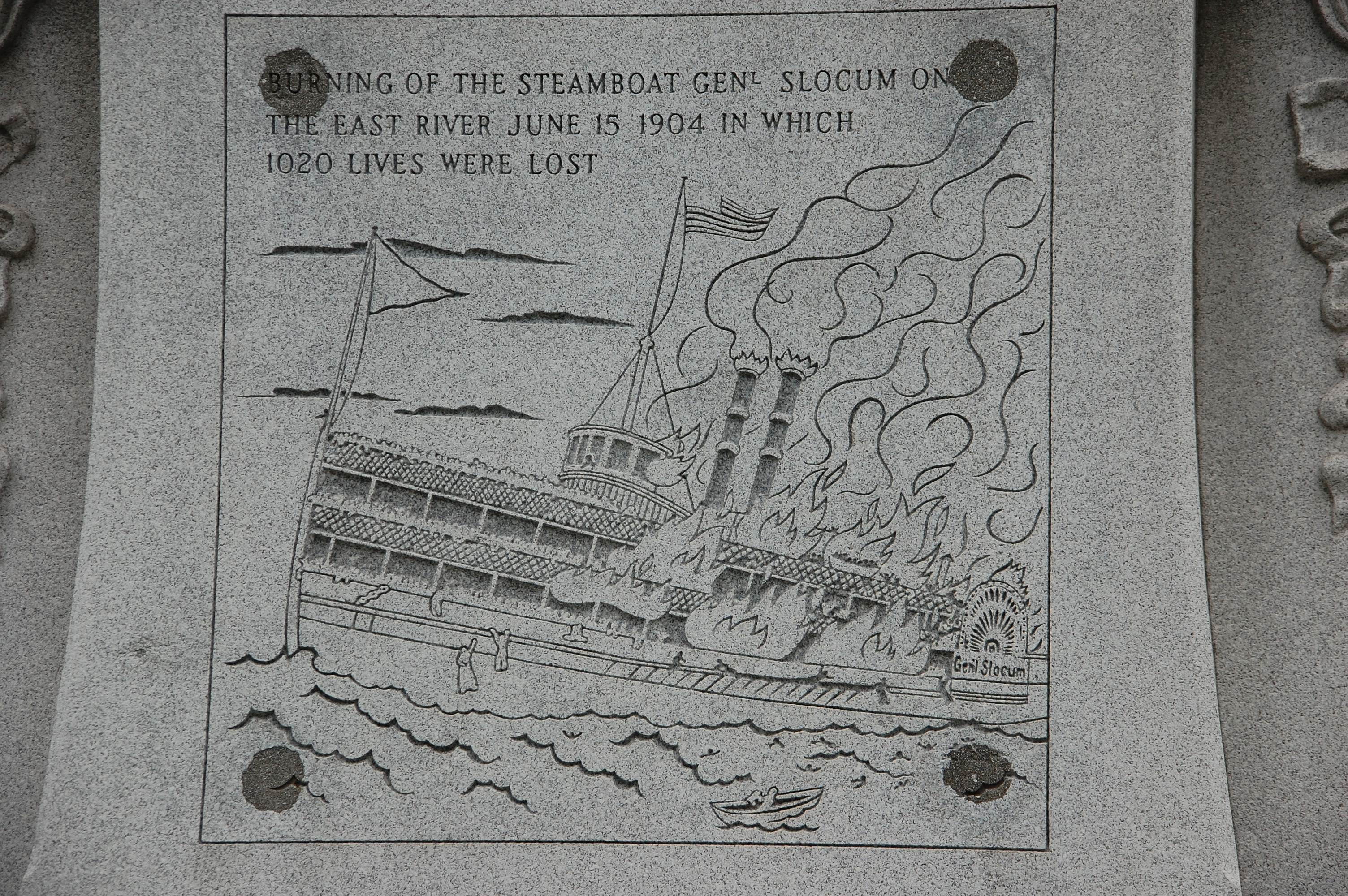
斯洛昆將軍號紀念碑銘文
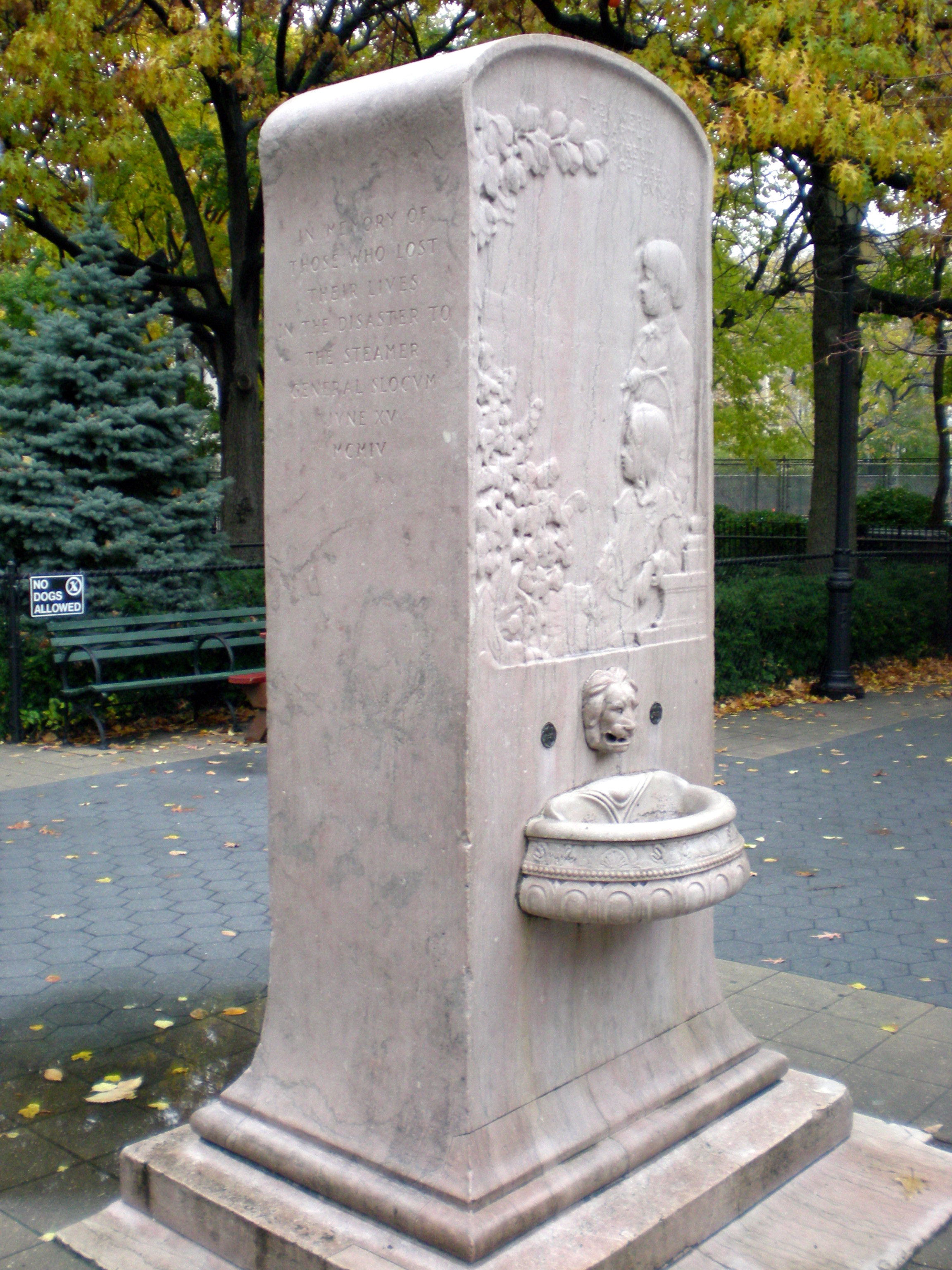
位於紐約市曼哈頓湯普金斯廣場公園的斯洛昆將軍號災難紀念碑，曾經是小德國社區的一部分
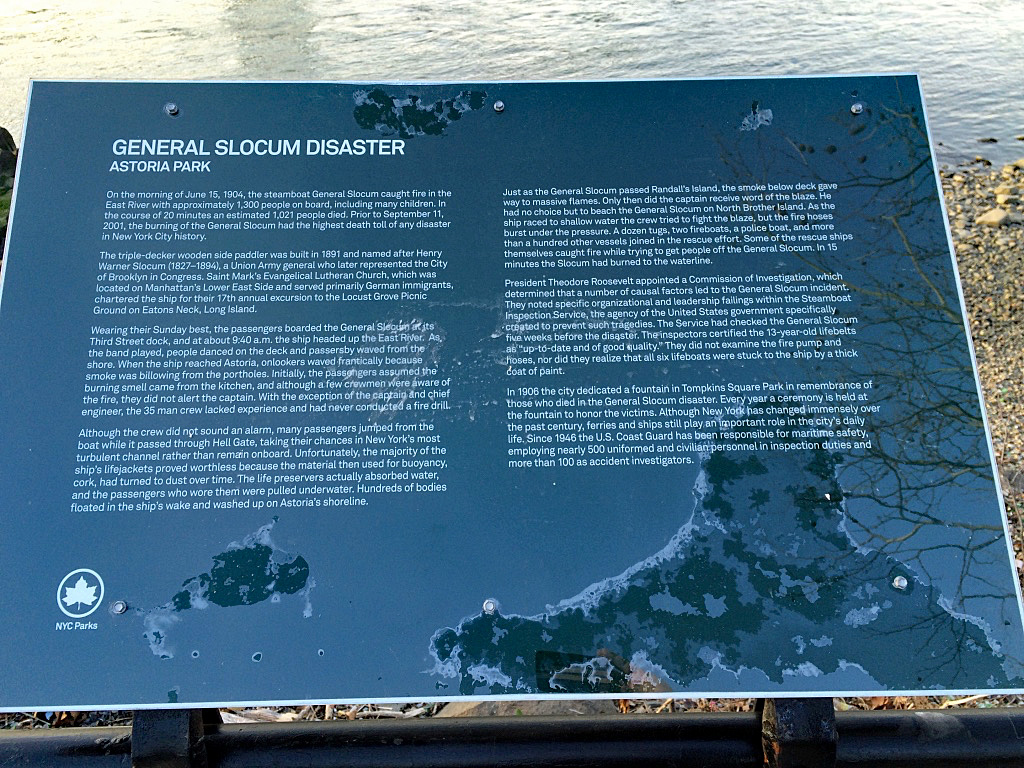
在皇后區阿斯托里亞公園（英语：Astoria_Park）設立的歷史標誌，俯瞰東河的地獄門區域，此處便是燃燒的船開始沉沒的地方。
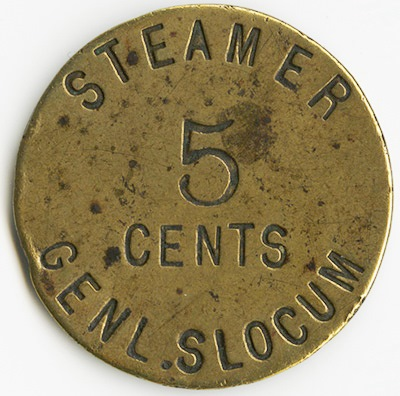
斯洛昆將軍號紀念幣，今典藏於維吉尼亞州紐波特紐斯的水手博物館（英语：Mariners' Museum and Park）。

### 倖存者
船上的最後一位倖存者阿黛拉·沃瑟斯彭龐於2004年逝世，享嵩壽100歲。他在災難發生時僅6個月大，是這次悲劇中最年輕的倖存者。1905年，他在1歲時出席了中村所有信仰公墓揭幕汽船火災彌撒紀念館的開幕典禮。在沃瑟斯彭龐之前，最年長的倖存者是凱瑟琳·康納利，他於2002年去世，享嵩壽109歲。

## 外部連結
- (PDF). US Coast Guard. 1904  [2024-07-18]. （原始内容存档 (PDF)于2020-07-31）.
- . Forgotten New York. 2004-09-11. （原始内容存档于2004-10-10）. Photos of the islands in 2004 and images of the General Slocum
- . . 1920.
- Kornblum, William. . . New York History. Excerpt (Algonquin Books). 2002. ISBN 978-1565122659.
- . Genealogy & Disasters.   [2014-06-08]. （原始内容存档于2014-07-03）.
- YouTube上的Fearful Visitation, The Steamship Fire of the General Slocum (1904)
- Adella Liebenow Wotherspoon Photographs and Papers, 1860-2004, PR 400 （页面存档备份，存于）, at the New-York Historical Society （页面存档备份，存于）.